# En resa för livet
En resa för livet är en svensk dokumentärserie om SOS Barnbyars arbete. Programmet är en uppföljare till SOS Uppdraget. Första säsongen gick våren 2014 på TV4. Andra säsongen gick 2015 på Sjuan. 2016 gick tredje säsongen på TV4. 2017 flyttades programmet till TV3 som började sända den fjärde säsongen. I varje program besöks SOS Barnbyars verksamhet av kända svenska profiler.